# Mecklenburgisches Land- und Hofgericht
Das gemeinsame Mecklenburgische Land- und Hofgericht war seit dem Mittelalter bis 1818 ein Obergericht der Mecklenburgischen Staaten.

## Geschichte
Bereits im Mittelalter bestand ein Land- und Hofgericht als höchste Rechtsinstanz Mecklenburgs. Eine Trennung der Rechtsprechung von der Verwaltung bestand damals nicht. Die Rechtsprechung wurde durch die Räte des Landesherren und den Landesherren selbst vorgenommen. Die Bezeichnung Land- und Hofgericht statt Hofgericht rührt daher, dass die in der Union der Landstände zusammengeschlossenen Stände ein Mitwirkungsrecht hatte.
Die Stände reklamierten auf dem Landtage von 1606, dass die Rechtsprechung unter dieser Vermischung von Justiz und Verwaltung litt. 1622 wurde diesen Klagen durch eine neue Organisation beigelegt. Es wurde hierzu eine Land- und Hofgerichtsordnung erlassen, die die Gerichtsorganisation festlegte. Präsident des Gerichtes war der Landrichter, dem ein Vize-Landrichter als Vertreter und zwei Assessoren als Richter zugeordnet wurden. Je einer der Assessoren wurde von der Ritterschaft, der andere von den Städten präsentiert und auch bezahlt. Das Gericht erhielt einen festen Sitz und war räumlich von den Residenzstädten getrennt.
Als Sitz des Gerichtes war zunächst Rostock vorgesehen (Rostock war im Fahrenholzer Teilungsvertrag als gemeinsame Stadt beider Teilherzogtümer festgelegt worden). Nachdem sich Rostock aber weigerte entschieden sich die Herzöge von Mecklenburg-Schwerin und Mecklenburg-Güstrow zu losen. Von den beiden Teilherzogtümern wurden Güstrow und Sternberg vorgeschlagen; das Los fiel auf Sternberg.
Das Gericht stand anfangs unter keinem guten Stern. Im Jahre 1626 brach die Pest in Sternberg aus, und Herzog Adolf Friedrich wies das Gericht an, den Sitz nach Parchim zu verlegen. Bevor dies erfolgen konnte, war die Pest aber auch dort ausgebrochen. In den Wirren des Dreißigjährigen Krieges war die Arbeit des Gerichtes zum Erliegen gekommen. Nach dem Krieg wurde das Mecklenburgische Land- und Hofgericht 1651 in Sternberg feierlich wieder eröffnet. Aber bereits im Jahr 1659 brannte Sternberg und damit auch das Gericht völlig nieder. Erneut war die Gerichtsarbeit unterbrochen. Am 12. September 1667 wurde das Land- und Hofgericht neu eröffnet, diesmal aber in Parchim. Die Ortswahl ging auf einen Wunsch der Stände aus dem Jahr 1656 zurück, der damals abgelehnt wurde, aber nach dem Stadtbrand neu auf die Tagesordnung kam.
Das Land- und Hofgericht erhielt gemäß dem Vertrag der Stadt mit den Landesherren vom 27. August 1666 den größten Teil des alten gotische Rathauses als Sitz. Die Stadtverwaltung nutzte die übrig bleibenden Räumen begnügte bis 1669 ein neues Rathaus fertig gestellt war. Landrichter wurde Curd Valentin von Plessen.
Nach dem Aussterben der Linie Mecklenburg-Güstrow wurde die Verfassung von Mecklenburg im Hamburger Vergleich neu geregelt. Das Land- und Hofgericht sollte in diesem Zusammenhang gemäß einer herzoglichen Order vom 26. November 1707 nach Güstrow verlegt werden, um die Stadt für ihren Verlust der Residenz zu entschädigen. Im Sommer 1708 erfolgte der Umzug.
Der Herzog von Mecklenburg-Strelitz und die Stände lehnten diesen Umzug ab und forderten Parchim wieder als Gerichtsstandort zu wählen. Die Frage wurde dem Reichskammergericht vorgelegt, welches argumentierte, dass es nicht gut sei, dass sowohl die Justizkanzlei Güstrow als auch das übergeordnete Land- und Hofgericht den Sitz im gleichen Ort hatten und ordnete am 12. September 1736 die Rückverlegung nach Parchim an. Dies wurde jedoch nicht umgesetzt. Nachdem die Justizkanzlei Güstrow 1748 nach Rostock verlegt worden war, wurde das Urteil auch nicht mehr diskutiert.
Artikel 12 der Deutschen Bundesakte von 1815 regelte, dass die Mitgliedsländer eigene Oberappellationsgerichte als oberste Gerichte bilden mussten. Kleinere Staaten konnten gemeinsame Oberappellationsgerichte bilden. Gemäß diesen Regelungen einigten sich Mecklenburg-Schwerin und Mecklenburg-Strelitz auf die Bildung eines gemeinsamen Oberappellationsgerichtes mit Sitz in Parchim. Gleichzeitig wurde das Mecklenburgische Land- und Hofgericht aufgehoben.